# Poids apparent
Pour les articles homonymes, voir Poids (homonymie).
Le poids apparent d'un objet est différent du poids de cet objet chaque fois que la force de gravité agissant sur l'objet n'est pas équilibrée par une force normale égale mais opposée; situation que l'on retrouve dans les cas d'immersion dans un fluide, de chute libre ou dans un référentiel accéléré (ascenseur, voiture, etc.). Le poids apparent d'un corps quelconque peut se mesurer via un dynamomètre.

## Poussée d'Archimède

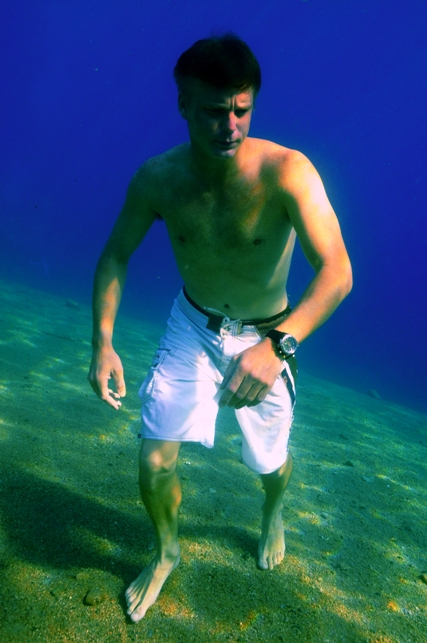
Marche en apnée

Le poids est représenté par le produit {\displaystyle m.g} de la masse, par {\displaystyle g}, approximation de l'accélération de la pesanteur à la surface de la Terre. La poussée d'Archimède de l'air et a fortiori de tout autre fluide, comme l'eau, est ignorée et reprise au compte du poids apparent. Cette poussée est négligeable pour l'air mais pourtant bien réelle si bien que pour connaître le poids d'un corps il faudrait le peser dans le vide. 
Le poids du corps à la surface de la terre étant habituellement contrecarré par la surface incompressible du sol, le corps humain est le siège de contraintes mécaniques dont le siège est les os, les muscles et les articulations, auxquelles nous opposons un travail et qui font qu'au prix d'un certain effort, nous nous tenons debout. Toute une batterie de récepteurs sensoriels proprioceptifs situés dans les muscles et les articulations renseignent d'autre part le cerveau sur la verticalité autant que la pesanteur terrestre et de là notre poids. Nous sommes d'autre part sollicités par la pression à de l'air mais nous en avons moins conscience du fait que l'air est invisible à nos yeux. Cette pression est d'à peu près 1 kg/cm2 (1 bar selon les unités dévolues à la pression des gaz) et lorsque l'on est à 5 000 mètres d'altitude, elle est réduite de moitié. Cette pression énorme (pour s'en souvenir on évoque l'expérience de Magdebourg), en vertu des lois de l'hydrostatique, s'exerce dans toutes les directions et perpendiculairement à la surface de l'épiderme (Si elle était uniquement verticale, nous serions immanquablement écrasés au sol). La pression interne du corps humain est d'autre part sensiblement égale à la pression de l'air ce qui fait que nous ne la remarquons pas.
Sous l'eau - autre fluide selon les critères de la mécanique -, la pression exercée sur le corps égale le poids de la colonne de liquide situé au-dessus de ce corps, plus la pression atmosphérique. Cette pression est proportionnelle à la profondeur de l’eau et le corps subit une pression supplémentaire de 1 bar par 10 mètres de profondeur. Sous l'eau, la pression de l'eau perpendiculaire à l'épiderme et répartie sur toute la surface du corps, fait que le corps est soutenu de toute part et - selon la loi d'Archimède qui est le découvreur de cette loi - entraîné vers le haut selon une force égale au poids du volume d'eau déplacé. Il résulte de cela que tant que le pied ne repose pas sur le fond de l'eau, les sensations habituellement créées par la gravité terrestre se trouvent annulées, bien que la gravité soit toujours présente. Tant que le pied ne repose pas sur le fond de l'eau, que le corps soit en situation de flottaison, de flottaison indifférenciée où en train de couler, le poids apparent du corps est nul. Ce n'est que quand il touche le fond de l'eau que la gravité sollicite de nouveau le corps du plongeur, mais selon une force réduite par la poussée d'Archimède.
Ce qui vient d'être dit, comme déjà expliqué, s'applique à un fluide pesant quelconque. Pour connaître le poids d'un corps il faudrait le peser dans le vide. Si l'on savait combien il pèse dans l'air ou dans tout autre fluide, il faudrait ajouter à ce poids celui d'un volume égal de ce fluide pour avoir le véritable poids du corps.
L'état ressenti par le corps humain immergé ressemble à celui rencontré par les cosmonautes en orbite, et le « bain » est d’ailleurs mis à profit dans l'entrainement de ceux-ci(Laboratoire de flottabilité neutre). Mais la comparaison s'arrête là. La grande différence entre le plongeur et le cosmonaute est que lorsque le premier lâche sa ceinture de plomb, il la voit descendre au fond, tandis qu'un objet lâché par le cosmonaute, l'accompagne dans son mouvement: situation de chute libre dans le vide.

## En apesanteur

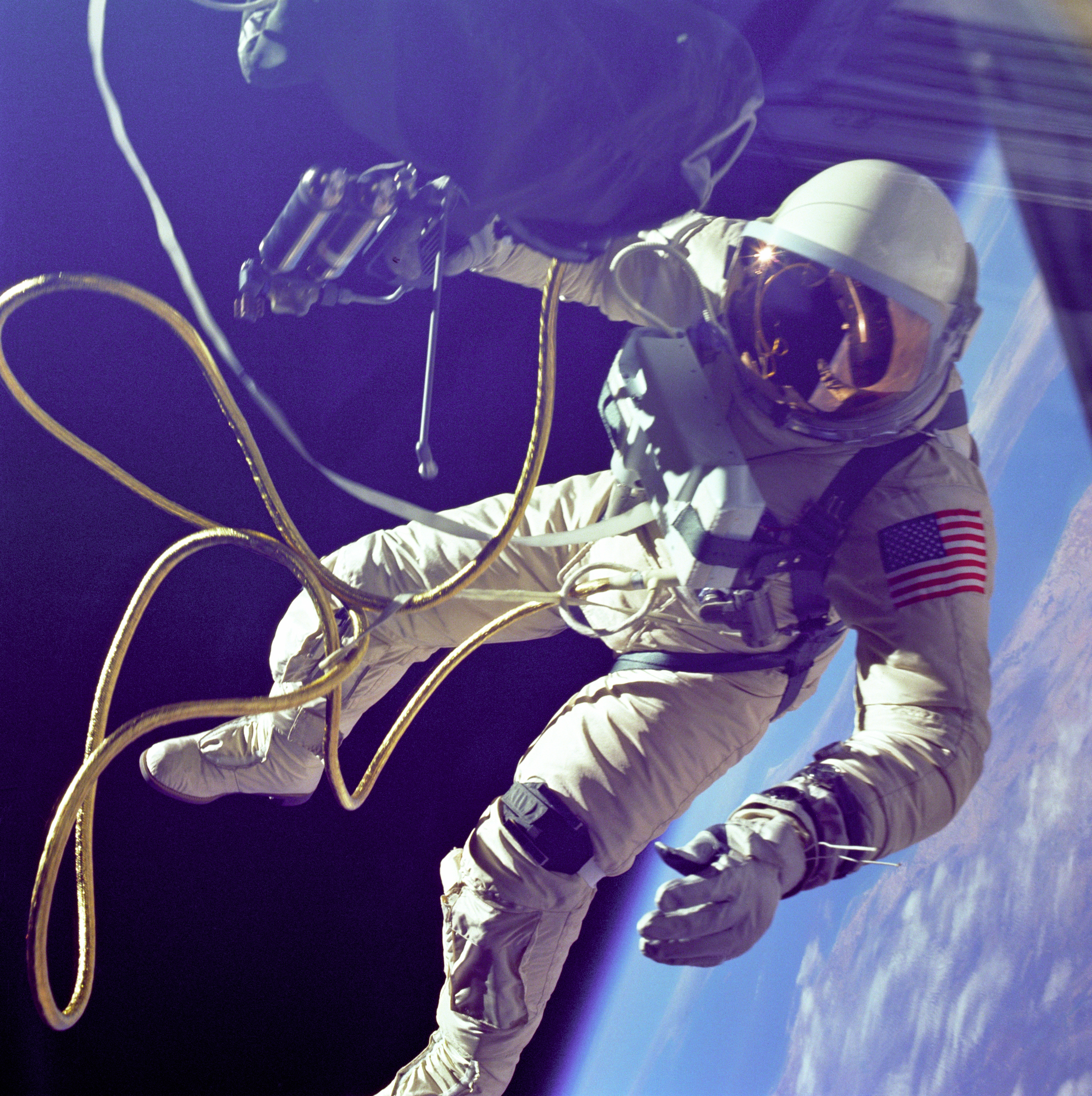
Ed White Gemini 4

Le poids apparent diffère du poids dans des situations de chute libre. Lorsqu'un récipient clos contenant divers objets tombe d'un mouvement uniformément accéléré, le contenu et le contenant sont soumis à la même accélération de la pesanteur; par conséquent, le poids des objets qui se trouvent à l'intérieur n'agit pas sur la paroi du récipient, et le contenu se comporte par rapport au contenant comme s'il était sans poids. Des périodes d'impesanteur de durée aussi longue qu'on le désire peuvent être réalisées au moyen de vols orbitaux. Un satellite se déplaçant sur une orbite autour de la Terre est en effet soumis simultanément à la pesanteur terrestre, qui est centripète, et à une force d'inertie centrifuge de valeur égale; les deux forces se compensant, le satellite est en état d'impesanteur ainsi que les objets et les passagers qu'il contient (situation de chute libre). 
Sur la Terre ou au voisinage de celle-ci, il n'est pas possible de supprimer la pesanteur. La chute libre à partir d'une tour d'impesanteur est un moyen simple de simuler l'absence de pesanteur; mais la résistance de l'air freine la chute et le mouvement rectiligne uniformément accéléré cesse rapidement (Chute avec résistance de l'air); l'impesanteur ne dure que 2 secondes environ pendant lequel le poids apparent du corps s'est progressivement distingué du poids du corps, jusqu'à s'annuler. Une simulation de plus longue durée peut être réalisée en produisant une accélération égale et opposée à celle de la pesanteur, de telle sorte que la résultante des deux forces soit nulle. C'est ce qui a lieu lorsqu'un avion parcourt une trajectoire parabolique dite képlérienne; au cours d'un tel vol, l'avion et ses passagers sont soumis à une force d'inertie centrifuge qui « annule » la pesanteur; la durée d'impesanteur ainsi obtenue ne dépasse pas 45 à 50 s. Quelques minutes d'impesanteur peuvent être obtenues pendant la période dite balistique du vol d'une fusée, période pendant laquelle, la force de propulsion ayant cessé d'agir, la fusée a une trajectoire parabolique.

## Dans un référentiel accéléré
Un ascenseur ou n'importe quel autre véhicule en mouvement crée des forces d'accélération ou de décélération qui s'opposent ou composent avec la pesanteur. Le poids apparent comme la verticale sont alors modifiés.